# آلان سيلفستري
الآن سلفستري (بالإنجليزية: Alan Silvestri)‏ ، هو مخرج الفيلم وملحن أمريكي مشهور ، من مواليد 26 مارس 1950م ، أشهر أعماله : ذا دلتا فورس و العودة إلى المستقبل.

## وصلات خارجية
- AlanSilvestri.com
- آلان سيلفستري على موقع IMDb (الإنجليزية)
- آلان سيلفستري على موقع روتن توميتوز (الإنجليزية)
- آلان سيلفستري على موقع ألو سيني (الفرنسية)
- آلان سيلفستري على موقع ميوزك برينز (الإنجليزية)
- آلان سيلفستري على موقع أول موفي (الإنجليزية)
- آلان سيلفستري على موقع بوكس أوفيس موجو (الإنجليزية)
- آلان سيلفستري على موقع قاعدة بيانات الأفلام السويدية (السويدية)
- آلان سيلفستري على موقع أول ميوزيك (الإنجليزية)
- آلان سيلفستري على موقع ديسكوغز (الإنجليزية)
- آلان سيلفستري على موقع قاعدة بيانات الفيلم (الإنجليزية)
- Alan Silvestri at Soundtrackguide.net
- Castell'Alfero (Italy) country of Asti of which it is City Honorarium
- Complete Alan Silvestri Discography